# Пражмув (гмина)
Пражмув (пол. Prażmów) — сельская гмина (волость) в Польше, входит как административная единица в Пясечинский повет, Мазовецкое воеводство. Население — 8312 человек (на 2004 год).

## Демография
| Перепись                       | Всего   | Всего | Женщины | Женщины | Мужчины | Мужчины |
| ------------------------------ | ------- | ----- | ------- | ------- | ------- | ------- |
| Единицы                        | человек | %     | человек | %       | человек | %       |
| Население                      | 8312    | 100   | 4216    | 50,7    | 4096    | 49,3    |
| Плотность населения (чел./км²) | 96,5    | 96,5  | 49      | 49      | 47,6    | 47,6    |

## Поселения
1. Бялы-Луг
2. Брониславув
3. Хосна
4. Добженица
5. Габрыелин
6. Ярошова-Воля
7. Езурко
8. Камёнка
9. Кендзерувка
10. Корыта
11. Кремпа
12. Крупя-Вулька
13. Колёня-Госценьчице
14. Людвикув
15. Лавки
16. Лось
17. Нове-Вонгродно
18. Новы-Пражмув
19. Пискурка
20. Пражмув
21. Устанув
22. Увелины
23. Вонгродно
24. Вильча-Вулька
25. Воля-Пражмовска
26. Воля-Вонгродзка
27. Задембе
28. Заводне

## Соседние гмины
1. Гмина Хынув
2. Гмина Гура-Кальваря
3. Гмина Груец
4. Гмина Пясечно
5. Гмина Тарчин